# Falkenskiold
Falkenskiold var en dansk adlig ätt som härstammade från en gammal dansk patricierläkt. Ätten har även varit representerad i Sverige och Norge. 
Ätten härstammade från amtmannen Arnoldus Christian Dyssel (eller Düssel, död 1714). Dennes båda söner, översten Martin Dyssel (1689–1746) och kaptenen Christian Dyssel (1698–1778) upphöjdes i dansk adlig värdighet den 3 augusti 1716 med namnet Falkenskiold. Den yngre brodern Christians gren utgick redan med dennes dotter, men genom Martins ättlingar fortlevde ätten på svärdssidan till och med antingen militären och godsförvaltaren Marcus Frederik Falkenskiold (död den 26 april 1928) eller dennes bror, militären och kartografen Otto Seneca Falkenskiold (exakt dödsår okänt).
En gren av ätten inkom till Sverige 1852 med reservlöjtnanten i danska flottan Sophus Falkenskiold (1823-?), en sonson till den nedan nämnde Arnoldus Falkenskiold. Sophus Falkenskiold blev svensk medborgare 1875. Denna gren, som huvudsakligen var bosatt i Skåne, utslocknade 1910.

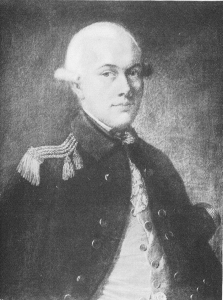
Arnoldus Falkenskiold.

Bland bemärkta medlemmar av ätten märks den ovannämnde Martin Falkenskiolds son, översten, kammarherren och memoarförfattaren Seneca Otto Falkenskiold (1742–1820), vilken bland annat deltog i sjuårskriget i fransk tjänst och i rysk-turkiska kriget 1769 i rysk tjänst, samt dennes bror, översten, godsägaren och jordbruksreformatorn Arnoldus Falkenskiold (1743–1819) på Sæbygård. En av dennes sonsöner, överstelöjtnant Johan Arnoldus Falkenskiold (1809–1880) deltog i både Slesvig-holsteinska kriget och Dansk-tyska kriget. I  det senare av dessa (1864) ledde han den 22:a danska infanteribataljonen.

## Vapen
Ätten Falkenskiolds vapen utgörs av en kvadrerad sköld, där första och fjärde fälten visar en gyllene falk med blått halsband på röd botten, och de andra och tredje fälten ett upprättstående blått lejon på silverbotten. Vapnets hjälmprydnad kröns av en falk.